# Gardéz
Gardéz (paštunsky د ګردېز ښار‎) je město na východě Afghánistánu, hlavní město provincie Paktíja. Nachází se v nadmořské výšce 2 300 m n. m. Má přibližně 111 747 obyvatel.

## Poloha
Gardéz leží na silnici spojující Kábul s Chóstem, blízko podzemních opevnění Tóra Bóra, jižně od Kábulu a západně od Chóstu.

## Historie
Zakladatelem Gardézu byl údajně místní vojenský velitel Hamza bin Abdulláh Šárí. Patrně však jde jen o odkaz na dobytí oblasti muslimy. Původními obyvateli Gardézu jsou Tádžikové, kteří v oblasti byli usídleni před příchodem Paštunů. Během Anglo-afghánských válek Gardéz zůstal součástí Afghánistánu.
V průběhu Sovětské války v Afghánistánu probíhaly v celé oblasti intenzivní boje a pouze Gardéz zůstal pod kontrolou afghánské prosovětské vlády. Jedna z nejvýznamnějších operací Sovětské armády na území Afghánistánu (Operace Magistrála) uvolnila dlouhotrvající blokádu silnice mezi Gardézem a Chóstem.